# SIGGRAPH
SIGGRAPH (viết tắt của Special Interest Group on GRAPHics and Interactive Techniques) là tên của một hội thảo thường niên về ngành đồ họa vi tính (CG) do ACM SIGGRAPH tổ chức. Hội thảo lần đầu tiên được tổ chức vào năm 1974 đã thu hút được rất nhiều chuyên gia máy tính và gần đây thường được tổ chức tại San Diego. Những nơi đã từng tổ chức hội thảo này là Dallas, Seattle, Los Angeles, New Orleans, San Diego và các thành phố khác của nước Mỹ.

## Tổng quan
Điểm nổi bật của các hội thảo này là sân khấu dành cho hoạt họa (Animation Theater) và các thiết bị điện tử (Electronic Theater), nơi sẽ công chiếu những thước phim làm bằng đồ họa vi tính. Còn có một sàn triển lãm lớn, nơi sẽ quy tụ hàng trăm công ty chuẩn bị gian hàng và đua nhau thu hút sự chú ý, tuyển dụng.
Hầu hết các công ty đều làm trong các ngành công nghiệp như kỹ sư tin học, đồ họa, ảnh động hoặc video games, ngoài ra cũng có rất nhiều gian hàng là các trường đào tạo chuyên ngành đồ họa vi tính và tương tác.
Với hàng tá các chứng từ nghiên cứu được trình bày hàng năm và SIGGRAPH đã được công nhận rộng rãi như là một diễn đàn uy tín hàng đầu xuất bản các nghiên cứu về đồ họa vi tính. Văn bản gần đây đánh giá SIGGRAPH đứng hạng 20%. Văn bản chấp thuận cho các trình bày tại SIGGRAPG thường được in trên các ấn phẩm đặc biệt của ACM Transaction on Graphics Journal. Trước năm 2002, các văn bản của SIGGRAPH đã được in tai SIGGRAPH Conference Proceeding series of publications.
Kèm theo các văn bản còn có hàng loạt các nhóm chuyên gia được thu xếp để thảo luận các vấn đề khác nhau từ đồ họa vi tính tới máy móc tương tác và tới vấn đề giáo dục. SIGGRAPH cũng đưa ra rất nhiều các chương trình đào tạo trong ngày và nửa ngày về chủ đề đồ họa State-of-the-art cũng như trình bày nho nhỏ, nơi những nghệ sĩ và nhà nghiên cứu thảo luận về những nghiên cứu mới nhất của họ.
Trong năm 2008, hội thảo SIGGRAPH sẽ được đồng tổ chức tại Mỹ và Châu á. Hội thảo SIGGRAPH Châu á 2008 sẽ được tổ chức tại Châu á từ ngày 10- 13 tháng 12 tại Trung tâm hội chợ triển lãm quốc tế SunTec Singapore và Triển lãm sẽ kéo dài từ ngày 7 tới hết ngày 13 tháng 12 năm 2008.